# Lijst van Surinaamse kunstenaars
Dit is een lijst van Surinaamse kunstenaars, beeldend kunstenaars die geboren zijn in Suriname, die geboren zijn uit Surinaamse ouders in Nederland of die zich geheel in Suriname ontplooiden. De lijst is beperkt tot kunstenaars die op Wikipedia een eigen artikel hebben.

## A
- Rahied Abdoel
- Aidah Amatstam
- Samuel Arons
- Reinier Asmoredjo

## B
- Armand Baag
- George Barron
- Anand Binda
- Carlos Blaaker
- Guno Bodo
- Winston van der Bok
- Wim Bos Verschuur
- Robert Bosari
- Nicolaas Box
- Stanley Brouwn

## C
- Jules Chin A Foeng
- Reinier Chin a Loi
- Isan Corinde

## D
- Djinti

## F
- Anton Faverey
- Helen Ferdinand
- Ron Flu

## G
- Rudi Getrouw
- Leo Glans

## H
- Ed Hart
- Nola Hatterman
- Ro Heilbron
- Herman Hennink Monkau
- Shaundell Horton

## I
- Soeki Irodikromo
- Sri Irodikromo

## J
- Rihana Jamaludin
- Remy Jungerman

## K

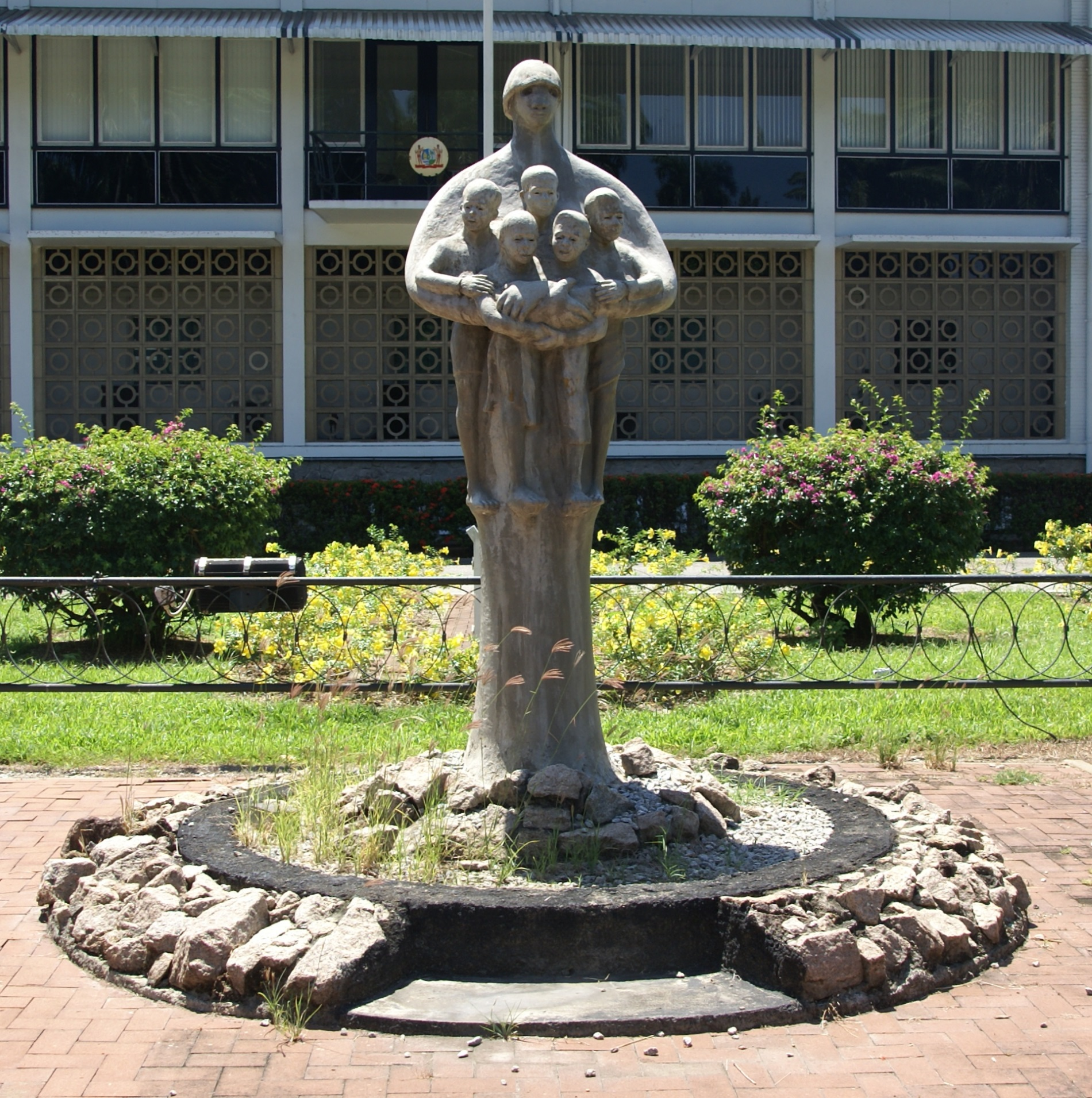
Mama Sranan, Jozef Klas

- patricia kaersenhout
- Ruben Karsters
- Krishnapersad Khedoe
- Jozef Klas
- Rinaldo Klas

## L

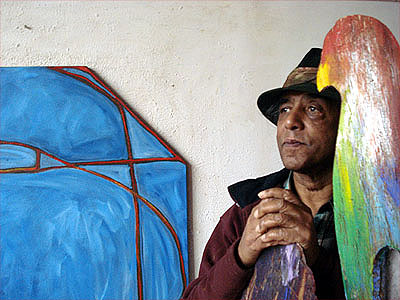
Guillaume Lo-A-Njoe (2008)

- Charl Landvreugd
- Hans Lie
- John Lie A Fo
- Winston Loe
- Nic Loning

## M
- William Man A Hing
- Aniel Manurat
- Armand Masé
- Marijke van Mil
- Noeki André Mosis

## N
- Kurt Nahar
- Alida Neslo
- Charles Nieleveld

## O
- Obentiye
- Lucas Ooft

## P
- John Pandellis
- Jack Pinas
- Johan Pinas
- Marcel Pinas

## R
- George Ramjiawansingh
- Fabian de Randamie
- Jo Rens
- Stuart Robles de Medina

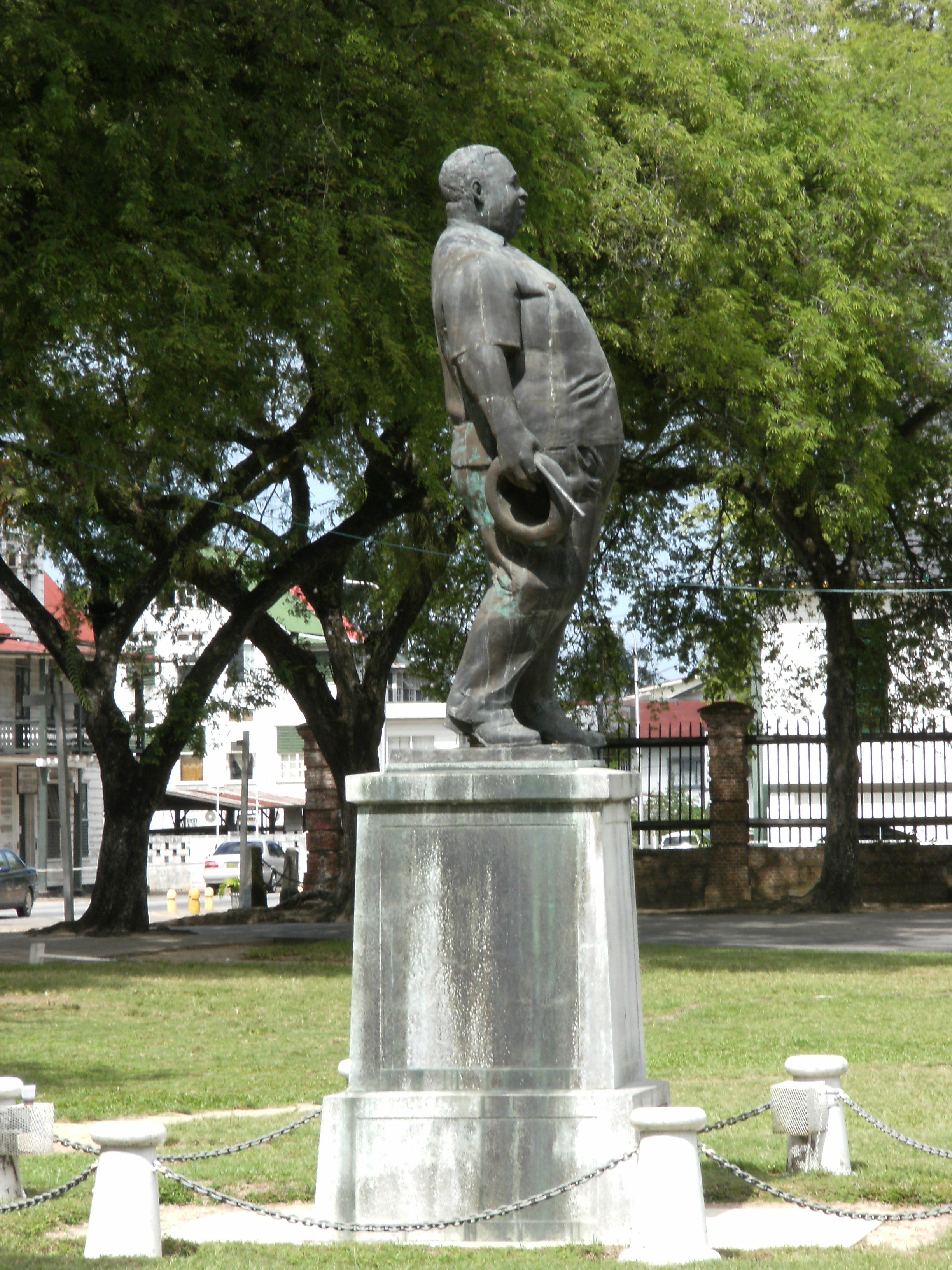
Premier Pengel, Stuart Robles de Medina

- George Gerhardus Theodorus Rustwijk

## S

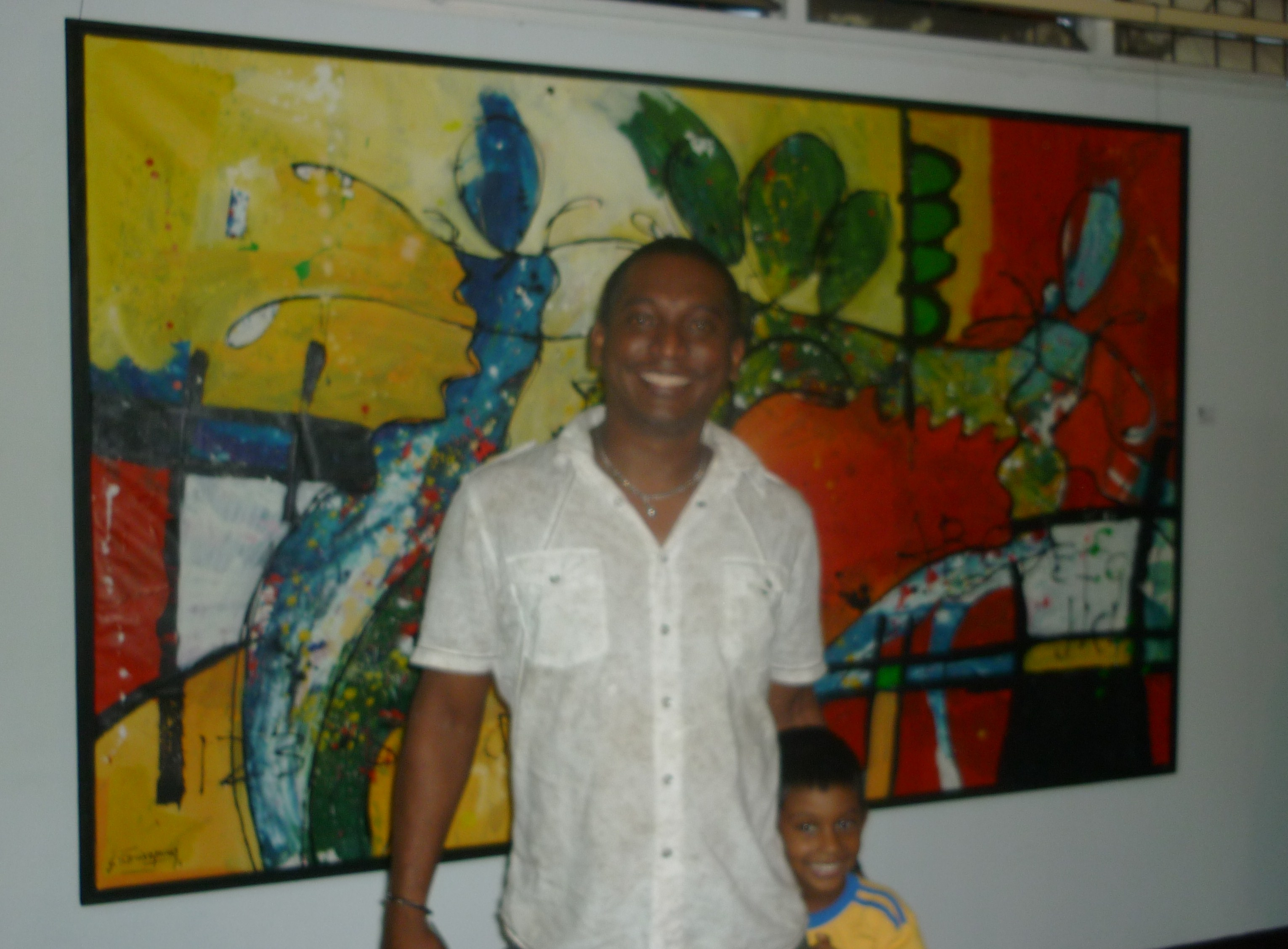
George Struikelblok met zijn zoontje (2011)

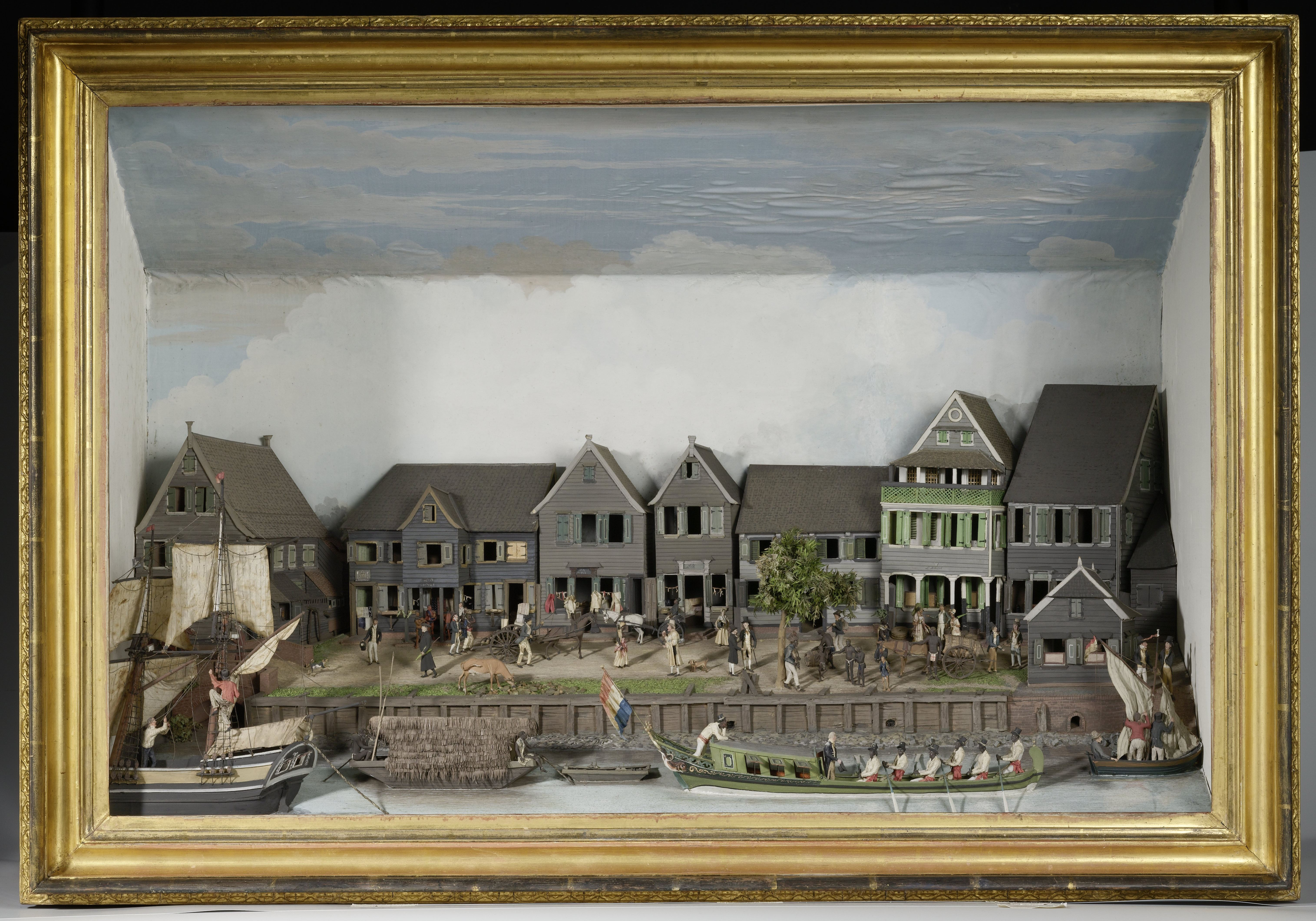
De Waterkant, Gerrit Schouten

- Gerrit Schouten
- Rini Shtiam
- George Struikelblok

## T
- Iléne Themen
- Martha Tjoe Ny
- Evita Tjon A Ten
- Kit-Ling Tjon Pian Gi

## V

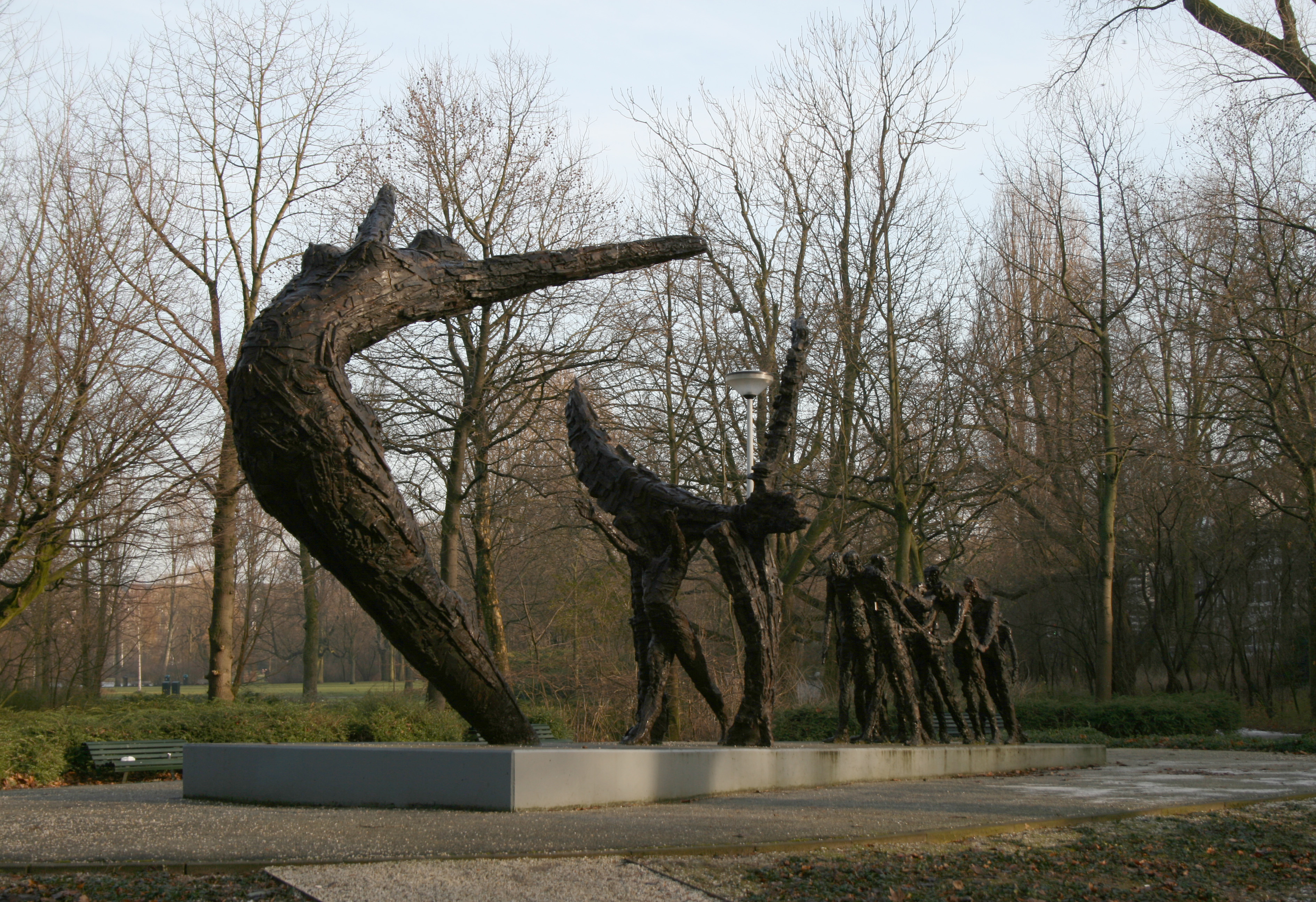
Nationaal monument Slavernijverleden (2002), Erwin de Vries

- Iwan Verwey
- Wilgo Vijfhoven
- Erwin de Vries

## W
- Willem Winkels
- Paul Woei
- Dorothee Wong Loi Sing
- Leo Wong Loi Sing
- Michael Wong Loi Sing